# Liene Jansone
Liene Jansone (ur. 22 maja 1981 w Rydze) – łotewska koszykarka, występująca na pozycji środkowej, olimpijka, w sezonie 2022/2023 zawodniczka oraz asystentka trenerki w kubie BJBS Jugla.
17 lutego 2006 podpisała kontrakt z klubem WNBA – New York Liberty. Nie rozegrała w nim żadnego spotkania sezonu zasadniczego.

## Osiągnięcia
Na podstawie, o ile nie zaznaczono inaczej.

### NCAA
- Uczestniczka rozgrywek turnieju:
  - NCAA (2001)
  - Women's National Invitation Tournament (WNIT – 2003, 2004)
- Mistrzyni:
  - sezonu regularnego konferencji Metro Atlantic Athletic Conference (MAAC – 2001–2004)
  - turnieju konferencji MAAC (2001)
- Koszykarka roku konferencji MAAC (2003)
- MVP turnieju MAAC (2001)
- Debiutantka roku MAAC (2001)
- Najlepsza rezerwowa konferencji MAAC (2002)
- Zaliczona do:
  - I składu:
    - MAAC (2003)
    - turnieju MAAC (2002, 2003)

  - II składu MAAC (2002)
  - składu MAAC’s 25th Anniversary Women’s Basketball Team (2006)
- Liderka:
  - wszech czasów konferencji MAAC w skuteczności rzutów z gry (59,1%)
  - konferencji MAAC w:
    - skuteczności rzutów z gry (2002 – 60,5%, 2003 – 60,3%)
    - liczbie celnych rzutów z gry (2003 – 234)

### Drużynowe
- Mistrzyni Łotwy (1999)
- Wicemistrzyni:
  - Hiszpanii (2007)[5]
  - Czech (2009)
- Finalistka:
  - Pucharu Hiszpanii (2007)
  - Superpucharu Hiszpanii (2006)
- Uczestniczka międzynarodowych rozgrywek:
  - Euroligi (2006/2007 – TOP 16, 2008/2009 – TOP 16, 2012/2013)
  - Eurocup (2007/2008, 2010/2011, 2013, 2014)

### Reprezentacja
Seniorska
- Uczestniczka:
  - igrzysk olimpijskich (2008 – 9. miejsce)[6][7]
  - mistrzostw Europy (2005 – 6. miejsce, 2007 – 4. miejsce, 2009 – 7. miejsce, 2011 – 8. miejsce, 2013 – 13. miejsce)
  - kwalifikacji:
    - olimpijskich (2008 – 5. miejsce)
    - do Eurobasketu (2007, 2011, 2013)

  - turnieju FIBA Diamond Ball (2008 – 4. miejsce)

Młodzieżowe
- Uczestniczka:
  - mistrzostw Europy:
    - U–20 (2000 – 12. miejsce)
    - U–18 (1998 – 12. miejsce)

  - kwalifikacji do mistrzostw Europy:
    - U–20 (2000)
    - U–18 (1998)